# Caicó
Caicó este un oraș în Rio Grande do Norte (RN), Brazilia.